# Solomys sapientis
Solomys sapientis  (Thomas, 1902) è un roditore della famiglia dei Muridi, endemico dell'isola di Santa Isabel, Isole Salomone.

## Descrizione

### Dimensioni
Roditore di medie dimensioni, con lunghezza della testa e del corpo tra 188 e 215 mm, la lunghezza della coda tra 190 e 257 mm, la lunghezza del piede tra 50 e 67,4 mm, la lunghezza delle orecchie tra 17,4 e 19 mm.

### Aspetto
Le parti superiori sono bruno-grigiastre, mentre le parti ventrali sono giallo-brunastre. Le zampe anteriori ed i piedi sono bianco-grigiastri. La coda è più lunga della testa e del corpo, è uniformemente nera e ricoperta da 8-9 anelli di scaglie per centimetro.

## Biologia

### Comportamento
È una specie arboricola. Probabilmente costruisce nidi sui grandi alberi della foresta.

## Distribuzione e habitat
Questa specie è endemica dell'Isola di Santa Isabel, Isole Salomone. Probabilmente è vissuta in epoca storica anche sulle isole di Malaita e Uki Ni Masi.
Vive nelle foreste tropicali umide fino a 30 metri di altitudine.

## Conservazione
La IUCN Red List, considerato l'areale ristretto e frammentato e il continuo declino del proprio habitat, classifica M.sapientis come specie in pericolo (EN).